# Сорт
Сорт (от фр. sorte) — группа культурных растений, полученная в результате селекции в рамках низшего из известных ботанических таксонов и обладающая определённым набором характеристик (полезных или декоративных), который отличает эту группу растений от других растений того же вида.

## Общая информация
Согласно определению Международного союза по охране новых сортов растений (УПОВ), сорт не может состоять из растений более чем одного вида. Сортом не может считаться единичное растение, отдельный признак (например, болезнеустойчивость, окраска цветка) или метод селекции (например, культура тканей).

Согласно Гражданскому кодексу РФ (ст. 1412, 1413), 
сортом растений является группа растений, которая независимо от охраноспособности определяется по признакам, характеризующим данный генотип или комбинацию генотипов, и отличается от других групп растений того же ботанического таксона одним или несколькими признаками. 

Сорт растений и порода животных считаются новыми, если на дату подачи заявки на выдачу патента семена или племенной материал данного селекционного достижения не продавались и не передавались иным образом селекционером, его правопреемником или с их согласия другим лицам для использования селекционного достижения:
1) на территории Российской Федерации ранее чем за один год до указанной даты;
2) на территории другого государства ранее чем за четыре года или, если это касается сортов винограда, древесных декоративных, древесных плодовых культур и древесных лесных пород, ранее чем за шесть лет до указанной даты.

Охраняемыми категориями сорта растений являются клон, линия, гибрид первого поколения, популяция.»
В силу различий в написании букв алфавита и систем написания в разных странах, предполагается необходимым транслитерировать или делать транскрипцию наименований новых сортов, чтобы сделать возможным их регистрацию на другой территории. Наименования сортов и их транслитерация или транскрипция рассматриваются как одно и то же наименование. Перевод наименований не рассматривается, как то же самое наименование.
Каждый сорт растений обладает уникальным наименованием. В качестве международного обозначения категории сорта используется термин культивар (англ. cultivar, от cultivated variety «культурная разновидность», то есть выведенная, а не дикорастущая разновидность).
Слово заимствовано из французского языка (фр. sorte), в который, в свою очередь, попало из латинского (лат. sors — «разновидность», «вид»).
В плодоводстве сортом (в отличие от полевых культур, размножаемых семенами), может быть только клон. Посевом семян сорта плодовых культур не воспроизводятся.
Сортотип — объединённые в группу для удобства изучения и инвентаризации близкородственные сорта растений, имеющих сходные признаки. Так все сорта антоновки — курская, стаканчиковая, простая и пр. — составляют единый сортотип — антоновки. В ампелографии сортотипами называют довольно близкие сорта винограда, полученные из семян одного предка и различающиеся многими признаками.
Сортогруппа (в ампелографии) — термин, предложенный профессором A. M. Негрулем. Сортогруппа занимает промежуточное положение между сортотипом и сортом. По другим данным: сортогруппа — группа сортов винограда, возникших в результате почковых мутаций и различающиеся небольшим количеством признаков (окраской ягод, ароматом и т. д.).
Группа (англ. Group) — совокупность сортов культурных растений, полученная в результате селекции или отбора и обладающая определённым набором характеристик, который отличает эту совокупность растений от других сортов или групп того же рода или вида.

## Сортовые типы
Вегетативно размножаемые сорта — клоны — сорта, полученные путём клонирования одного единственного растения. Как только завершаются первоначальное скрещивание и отбор и выделяется желаемый фенотип, новый сорт размножают вегетативно без дальнейшего существенного генетического изменения.
Самоопылители — линии. Сорта самоопыляемых видов имеют тенденцию к гомозиготности, по крайней мере, по своим основным описательным признакам, которые позитивно отбираются в целях однородности селекционером растений. Такие сорта могут с лёгкостью поддерживаться идентичными описанию на протяжении повторных циклов полового размножения, поскольку мужские и женские гаметы имеют все более сходную (если не идентичную) генотипическую структуру.
Перекрёстники — популяции происходят от популяций отобранных растений. На протяжении всех последующих поколений составляющие сорт растения будут демонстрировать некоторый диапазон выраженности у большинства признаков. При поддержании и размножении подобные сорта сохраняются стабильными и идентичными описанию только со значительным усилием.
Гибриды производятся путём контролируемого скрещивания между отобранными родителями, в результате которого получается поколение, представляющее гибрид. Скрещивание осуществляется путём ручного опыления, удаления метёлок, химическими (гаметоцид) или генетическими (самонесовместимость, мужская стерильность) средствами. Полученные компоненты используются в различных системах контролируемого скрещивания, таких как двух- или трёх- линейное, инбредный гибрид, поверхностное скрещивание или получение гибрида между двумя перекрёстниками. Цель селекционера заключается в использовании гетерозиса, или жизненной силы гибрида, которая проявляется с наибольшим эффектом в поколении F1, — чтобы получить желаемое преимущество в какой-то из характеристик.

## Названия сортов

### Общая информация
До 1 января 1959 года допускалось давать сортам (культиварам) латинские названия, но, начиная с этой даты, новым сортам такие названия давать запрещено — названия должны быть взяты из современных языков. Сортовой эпитет может присоединяться не только к международному названию рода или вида (которые рекомендуется писать курсивом), но и к обиходному, национальному (например, русскому).
Названия сортов (культиваров) подчиняются «Международному кодексу номенклатуры культурных растений». Согласно кодексу, полное название сорта всегда начинается с латинского названия рода, к которому принадлежит сорт. Вторым элементом после названия рода пишется видовой или гибридный эпитет. После латинского названия рода, вида или гибрида следует эпитет сорта, который всегда пишется с заглавной буквы (все слова кроме предлогов) и в одинарных кавычках (‘...’ или ограничивается знаком апостроф '...'). Сортовой эпитет является последней частью полного названия сорта.
Примеры правильного написания названий сортов:
- Paeonia 'Coral Sunset' — один из сортов пиона, созданный посредством межвидовой гибридизации
- Chamaecyparis pisifera 'Boulevard' — один из сортов Кипарисовика горохоплодного
- Spiraea ×cinerea 'Grefsheim' — один из сортов спиреи серой (эта спирея является гибридом между спиреей зверобоелистной (Spiraea hypericifolia) и спиреей беловато-серой)
- Роза 'Красный Маяк' (англоязычный синоним: Rosa 'Krasnyj Majak')

Разрешается именование сортов на национальных языках. Правила оформления названий при этом остаются неизменными:

ARTICLE 8: NAMES AND EPITHETS
8.1. The name of a cultivar or Group consists of a combination of the name of the genus or lower taxon to which it is assigned with a cultivar or Group epithet. These names may be written in several ways. 

Ex. 1. Fragaria 'Cambridge  Favourite', Fragaria × ananassa  'Cambridge  Favourite',  strawberry  'Cambridge  Favourite',  'Cambridge  Favourite'  strawberry,  Erdbeere  'Cambridge Favourite' (in  German), fraisier 'Cambridge  Favourite' (in  French), and 'Cambridge  Favourite' morangueiro (in  Portuguese) are names for the same cultivar. 

Ex. 2. Alcea rosea Chater's Double Group,  Alcea Chater's Double Group, hollyhock Chater's Double Group, rose trémière Groupe Chater's Double (in French), Stockrose Chaters Doppelte Gruppe 
(in German), and stokroos Chaters Dubbele Groep (in Dutch) are names for the same Group.— International code of nomenclature for cultivated plants, 2009 г.
В литературе можно встретить другие способы написания названий сортов растений:
- Citrullus lanatus cv. Sugar Baby
- Citrullus cv. Sugar Baby
- арбуз 'Sugar Baby'
- арбуз cv. Sugar Baby[4]

Если происходит изменение наименования вида по причине изменения его положения в классификации (например, при включении его в другой род), то название сортов данного вида остаются неизменными.
Перевод иностранного сортового названия не используется, в случае необходимости нужно использовать его транскрипцию (транслитерацию) на русский язык. Название отечественным сортам дают на русском языке по общим правилам, но при первой публикации с описанием сорта обязательно приводят и транскрипцию его названия при помощи латинского алфавита.
Для перевода русских названий сортов можно использовать международный стандарт ISO 9 (ГОСТ 7.79-2000).
Правила представления статей на международные конференции включают требование по написанию названий сортов в соответствии с Международным кодексом номенклатуры для культурных растений.

### Замечания по наименованиям сортов согласно Конвенции УПОВ
Наименование сорта должно отражать его генетическую принадлежность. Сорт должен быть обозначен наименованием, которое включает его родовое обозначение.
Согласно Конвенции УПОВ наименование должно способствовать идентификации сорта и не должно вводить в заблуждение или быть причиной недоразумения в отношении признаков, хозяйственной полезности или идентичности данного сорта или личности селекционера. В частности, оно должно быть отличным от любого другого наименования, которое обозначает на территории любого члена Международного союза по охране новых сортов растений (UPOV) существующий сорт тех же самых видов растений или близкородственных видов.
Название не должно состоять исключительно из цифр, за исключением, если это является установленной практикой обозначения сортов.
Наименование сорта должно быть подано на рассмотрение селекционером в компетентный орган. Наименование должно быть зарегистрировано компетентным органом в то же самое время, когда предоставляется право селекционера. На территории России таким компетентным органом является ФГУ «Государственная комиссия Российской Федерации по испытанию и охране селекционных достижений».
Сорт должен подаваться на рассмотрение во все члены Союза UPOV под одним и тем же наименованием. Компетентный орган каждого члена Союза регистрирует наименование так, как оно было подано, если он не считает наименование несоответствующим в пределах своей территории.
В силу различий в написании букв алфавита и систем написания, возможно необходимо транслитерировать или делать транскрипцию подаваемого на рассмотрение наименования, чтобы сделать возможным его регистрацию на другой территории. В таких случаях, и поданное на рассмотрение наименование сорта, и его транслитерация или транскрипция рассматриваются как одно и то же наименование. Перевод как то же самое наименование не рассматривается.
Если сорт предлагается к продаже или вводится в торговый оборот, разрешается использовать зарегистрированное наименование в сочетании с товарным знаком, коммерческим наименованием или другим подобным обозначением. В случае такого сочетания, наименование должно, тем не менее быть легко узнаваемым.

### Использование ботанических эпитетов в качестве названий сортов
Международный кодекс номенклатуры культурных растений допускает использование эпитетов, имеющихся в названиях ботанических таксонов, опубликованных в соответствии с Международным кодексом ботанической номенклатуры, в качестве названий соответствующих культиваров.
В Международном кодексе ботанической номенклатуры (Венский кодекс, 2006) приведены следующие примеры:
- Вид Mahonia japonica DC. (1821) может рассматриваться как сорт, название которого в этом случае следует записывать как Mahonia 'Japonica';
- если как сорт рассматривается разновидность Taxus baccata var. variegata Weston (1770), то название этого сорта следует записывать как Taxus baccata 'Variegata'[19].

### Названия сортов, относящихся к грексам
Полное название сортов (клонов) орхидей, относящихся к определённым грексам, состоит из трёх частей: названия рода, названия грекса (которое, в свою очередь, может состоять из нескольких слов) и собственно названия сорта, при этом название рода пишет курсивом, название грекса — прямым шрифтом, название сорта — также прямым шрифтом, при этом последнее берётся в одиночные кавычки. К примеру, полным названием сорта Plush, относящегося к грексу Cambria гибридного рода Vuylstekeara, является следующая комбинация:
×Vuylstekeara Cambria 'Plush'

### Названия сортов в литературе
Названия видов и сортов сельскохозяйственных культур, овощей, цветов и т. п. — термины агрономии и садоводства — выделяются кавычками и пишутся со строчной буквы, напр.: пшеница «крымка», малина «мальборо», тюльпан «чёрный принц», слива «никольская».— Правила русской орфографии и пунктуации. Полный академический справочник под редакцией Лопатина

## Контрольные списки и реестры сортов
Исполнительный комитет комиссии ISHS по номенклатуре и регистрации сортов отвечает за назначение всех международных регистрирующих органов (International Cultivar Registration Authorities — ICRA) и осуществляет контроль за их работой. Система ICRA находится в эксплуатации более 50 лет и внесла существенный вклад в стабильность номенклатуры культурных растений. Комиссия действует в соответствии с Международным кодексом номенклатуры культурных растений (ICNCP) и её главной целью является предотвращение дублирования названий сортов внутри класса (обычно рода), а также обеспечение соответствия номенклатуры последним изданиям Международного кодекса номенклатуры культурных растений.
Система ICRA является добровольной, негосударственной и не дает никакой правовой защиты. Система ICRA, по сути — попытка осуществления международного самоконтроля номенклатуры культурных растений.
- Список ICRA
- Поиск ICRA по роду